# Xã Hartford, Quận Sebastian, Arkansas
Xã Hartford (tiếng Anh: Hartford Township) là một xã thuộc quận Sebastian, tiểu bang Arkansas, Hoa Kỳ. Năm 2010, dân số của xã này là 1.131 người.